# ستييبان جوكيتش
ستييبان جوكيتش (بالكرواتية: Stjepan Jukić)‏ (10 ديسمبر 1979 في كرواتيا - )؛ هو لاعب كرة قدم كان يلعب كلاعب وسط.

## وصلات خارجية
- ستييبان جوكيتش على موقع رابطة كرة القدم اليابانية للمحترفين (اليابانية)
- ستييبان جوكيتش على موقع قاعدة بيانات كرة القدم.إي يو (الإنجليزية)
- ستييبان جوكيتش على موقع Soccerway.com (الإنجليزية)
- ستييبان جوكيتش على موقع عالم كرة القدم.نت (الإنجليزية)